# Andrej Ruzinskij
Andrej Jur'evič Ruzinskij (in russo Андрей Юрьевич Рузинский?; Tula, 24 ottobre 1970) è un generale russo, dal 2020 comandante dell'11º Corpo d'armata  russo.

## Biografia
Ruzinskij è nato il 24 ottobre 1970 nella città di Tula, capoluogo dell'omonima regione della Russia europea centrale, nell'allora RSFS Russa.

### Carriera militare
Arruolato nell'esercito sovietico nel 1988, ha studiato presso la Scuola superiore comando aviotrasportato di Rjazan', diplomandosi nel 1992. Ha poi ricoperto la carica di comandante di plotone. Successivamente ha frequentato l'Accademia militare interforze e l'Accademia militare dello stato maggiore russo.
Nel 2013 è stato nominato comandante della 102ª Base militare russa in Armenia. Durante il suo incarico, nel 2015 un disertore della base ha ucciso a colpi di mitragliatrice una famiglia di sei persone e ferito mortalmente un neonato di sei mesi dopo essere entrato senza permesso in casa loro. Il colonnello Ruzinskij si è dimesso dopo l'incidente, venendo sostituito da Vladimir Ustinov. In un'intervista del 2020 l'ex comandante ha definito i soldati armeni dei "codardi che si nascondevano dietro le nostre spalle" e che, senza la Russia, l'Armenia avrebbe cessato di esistere già nel 1994 con la prima guerra del Nagorno Karabakh.
Secondo l'intelligence ucraina nel aprile 2015 Ruzinskij sarebbe stato trasferito nell'Ucraina orientale con lo pseudonimo di Nefedov per sostenere i separatisti filo-russi del Donbass, diventando il comandante della 2ª Brigata fucilieri motorizzata della milizia della Repubblica Popolare di Lugansk, il 2º Corpo d'armata. Tornato in Russia, nel 2016 è stato promosso a maggior generale e nominato comandante della neo ricostituita 3ª Divisione fucilieri motorizzata "Vistola" per poi, nel 2019, essere assegnato alla 1ª Armata corazzata delle guardie come vice comandante.
Nell'agosto 2020 è stato presentato al personale dell'11º Corpo d'armata della Flotta del Baltico come nuovo comandante, succedendo a Jurij Jarovickij.

#### Invasione russa dell'ucraina
Al comando della sua unità Ruzinskij ha preso parte all'invasione russa dell'Ucraina del 2022, entrando nella regione ucraina di Charkiv e occupandosi dei distretti di Čuhuïv, Charkiv e Izjum, in particolare della città di Balaklija. Nel giugno 2022 è stato promosso a tenente generale. Con la controffensiva ucraina nel settembre 2022 il corpo, già molto degradato negli scontri durante l'anno, è stato respinto con gravi perdite e fatto ripiegare verso la Russia per poter essere ricostituito.
Successivamente, nel maggio 2024 la formazione è stata nuovamente dispiegata nel distretto di Čuhuïv, dove le sue unità hanno lanciato una nuova offensiva, arrivando ad occupare la metà settentrionale della città di Vovčans'k.